# افت ولتاژ
افت ولتاژ (به انگلیسی: Voltage drop)، بیان‌گر چگونگی کاهش انرژی در یک مدار الکتریکی است که آن انرژی؛ از یک منبع تأمین‌کنندهٔ ولتاژ، با گذراندن جریان الکتریکی در قطعات کنش‌پذیرِ آن (مصرف‌کنندهٔ انرژی که در تأمین ولتاژ نقش ندارند)، تأمین می‌شود.
افت ولتاژهایی که با گذر از مقاومت‌های داخلیِ منبعِ انرژی، گذر از رساناهای الکتریکی، گذر از اتصال‌ها، و گذر از نقاط تماس به وجود آمده‌اند، افت ولتاژهایی ناخواسته هستند زیرا که با هدر دادن انرژی موجب کاهش ولتاژ تغذیه می‌شوند. در مقابل افت ولتاژها روی بار الکتریکیها و دیگر عناصر الکتریکی و الکترونیکی افت ولتاژهای مفید و هدفمندی هستند.
در سیم‌کشی الکتریکی، دستورالعمل‌های ملی یا محلی ممکن است محدودیت‌هایی را برای بیشینهٔ افت ولتاژ مجاز روی هادی‌های مدار در نظر بگیرند. این دستورالعمل‌ها تضمین کنندهٔ بهینه بودن توزیع انرژی الکتریکی و کارکرد مناسب وسایل الکتریکی هستند.
افت ولتاژ بیش از حد ممکن است موجب عملکرد نامطلوب وسایل الکتریکی شود و نشانگر تلف شدن انرژی روی سیستم سیم‌کشی می‌باشد. افت ولتاژ همچنین می‌تواند باعث آسیب دیدن موتورهای الکتریکی شود.
- در لامپ‌های رشته‌ای: افت ولتاژ منجر به کاهش نور لامپ و افزایش طیف قرمز آن می‌شود
- در موتورها: افت ولتاژ باعث کاهش گشتاور راه‌اندازی و گشتاور بیشینه می‌شود، زیرا گشتاور موتور با مجذور ولتاژ ترمینال آن نسبت مستقیم دارد.
- در لامپ‌های تخلیه: این لامپ‌ها به افت ولتاژهای کوچک، خیلی حساس نیستند ولی افت ولتاژهای بیشتر ممکن است به خاموشی آن‌ها منجر گردد.
- در دستگاه‌های الکترونیکی: به افت ولتاژ بسیار حساس اند و به همین خاطر است که در آن‌ها از مدارهای تثبیت‌کننده استفاده می‌شود.
- در تجهیزات الکترومکانیکی: تجهیزاتی از قبیل کنتاکتورها در صورت کاهش ولتاژ تا یک حد خاص، دیگر درست کار نمی‌کنند. به عنوان مثال رفتار کنتاکتورها، چنانچه ولتاژ به ۸۵٪ مقدار نامی برسد عملاً بسیار نامطمئن خواهد بود.

در طراحی مدارهای الکتریکی و انتقال انرژی روش‌های مختلفی برای جبران‌سازی تأثیرات افت ولتاژ مدار وجود دارد. از ساده‌ترین راه‌های کاهش افت ولتاژ این است که از هادی‌هایی با قطر بیشتر برای انتقال انرژی استفاده کنیم که موجب کاهش مقاومت و رسانایی الکتریکی بین منبع و بار می‌شود.

## استاندارد
- استاندارد IEC60364-5-52 با عنوان تأسیسات الکتریکی ساختمان‌ها. در بخش ۵۲۵ این استاندارد آمده‌است که اگر ملاحظات خاصی در بین نباشد، افت ولتاژ از نقطه شروع تأسیسات تا محل مصرف باید به کمتر از ۴٪ محدود باشد. منظور از ملاحظات خاص می‌تواند افت ولتاژ موقت در لحظه راه اندازی موتورها یا کشیده شدن جریان‌های هجومی و سایر موارد مشابه باشد. از افت ولتاژهای موقتی مثل افت ناشی از ولتاژهای گذرا یا افت ولتاژ هنگام بروز اتصالی در سیستم می‌توان صرفنظر کرد.
- استاندارد IEC60204-1 با عنوان ایمنی ماشین آلات -تجهیزات الکتریکی ماشین‌ها -الزامات کلی. در بخش ۵–۱۳ توصیه می‌کند که افت ولتاژ از نقطه تغذیه تا محل بار نباید در شرایط عادی بیش از ۵٪ ولتاژ نامی شود.
- استاندارد IEC60364-7-714 تحت عنوان تأسیسات الکتریکی ساختمان‌ها -الزامات تأسیسات یا محل‌های خاص-تأسیسات روشنایی خارجی. در بخش شماره ۷۱۴–۵۱۲ آمده‌است که افت ولتاژ در شرایط عادی نباید از افت ولتاژ در لحظه راه اندازی لامپ‌ها بیشتر باشد.[۲]